# Merlin.pl
Merlin.pl – polski sklep internetowy prowadzony do listopada 2015 roku przez spółkę Merlin.pl S.A.

## Historia

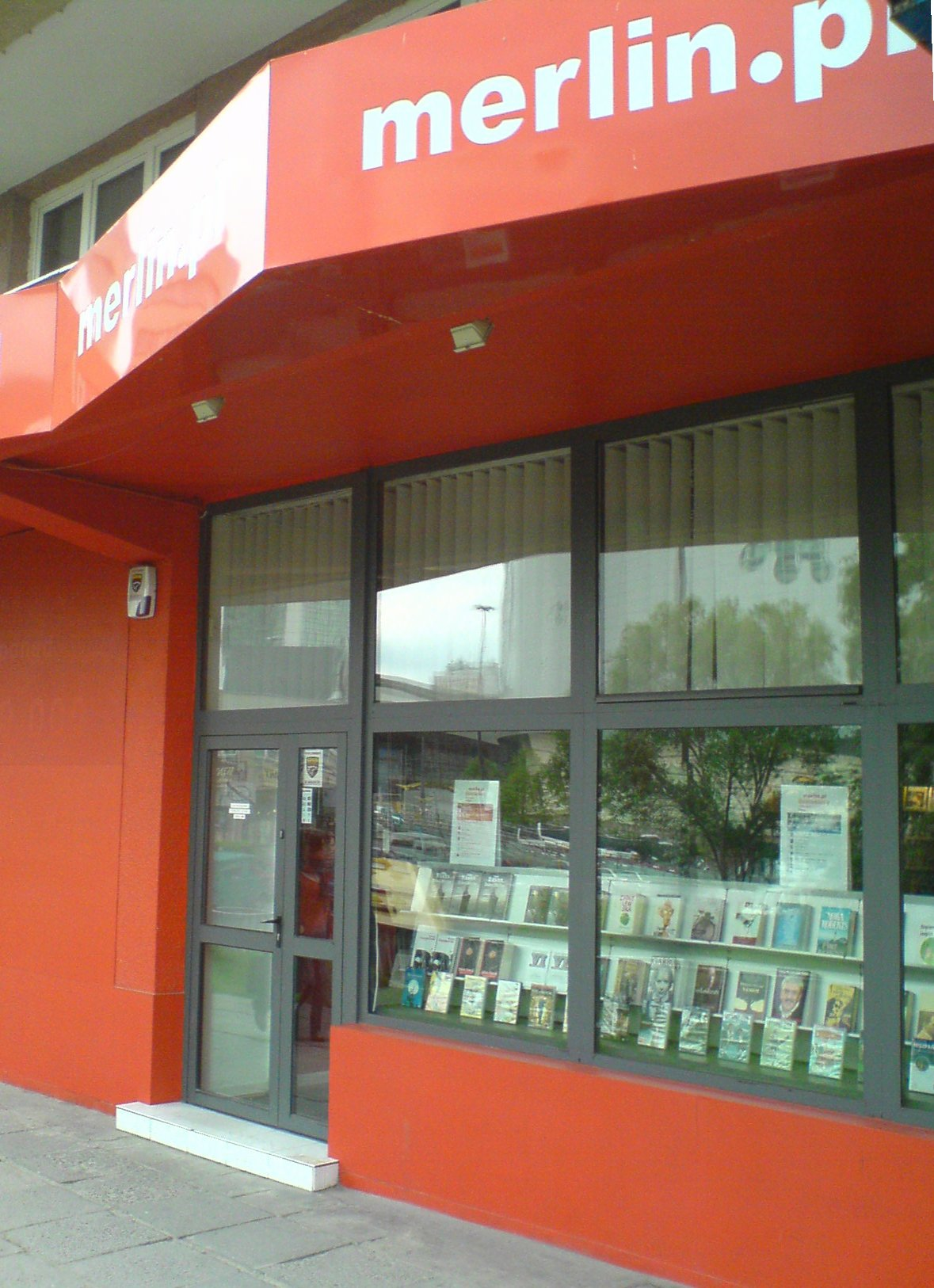
Sklep Merlin.pl przy ul. Złotej w Warszawie

Sklep został oficjalnie otwarty 1 kwietnia 1999. Merlin.pl rozwijał się w szybkim tempie, wykorzystując boom technologiczny i rozwój infrastruktury informatycznej. Zaczynając od 20 tys. książek jako księgarnia internetowa, rozwinął się i przekształcił w duży sklep internetowy. Sklep oferuje ponad 200 tys. produktów, ma ponad milion zarejestrowanych klientów oraz blisko 100 tysięcy realizowanych zamówień miesięcznie. Wartość towarów sprzedanych od początku działalności za pośrednictwem sklepu osiągnęła prawie 0,5 mld złotych.
W 2009 roku wolumen sprzedaży osiągnął rekordową wartość 3 mln towarów. Jak wynika z raportu „E-commerce w Polsce” z 2008 roku, przygotowanego przez Gemius, Merlin.pl jest obecnie najlepiej rozpoznawalnym sklepem internetowym w Polsce. Według badań SMG/KRC, 75% internautów rozpoznaje markę Merlin.pl, natomiast 60% badanych ceni ją za wysoką jakość usług. Ponad 1,2 mln osób w całej Polsce choć raz kupiło coś za pośrednictwem sklepu Merlin.pl.
W październiku 2004 Merlin zdobył pierwsze miejsce w rankingu Deloitte & Touche na najszybciej rozwijającą się firmę w Europie Środkowej w branży informatycznej. Rok później przez tygodnik Wprost i portal money.pl został uznany na najlepszy polski sklep internetowy w kategorii książki, filmy i muzyka. Otrzymał również m.in.: nagrodę NASK im. prof. Tomasza Hofmokla „za propagowanie idei społeczeństwa informacyjnego”, tytuł CoolBrand Polska, tytuł Superbrand, złote godło Laur Klienta 2009.
W marcu 2006 Merlin.pl został przekształcony w spółkę akcyjną. Przewodniczącym Rady Nadzorczej Merlina został jego założyciel Zbigniew Sykulski, a wiceprzewodniczącym – Piotr Wilam, współtwórca portalu Onet.pl. Trzecim członkiem Rady jest Jacek Herman-Iżycki.
W lipcu 2010 roku NFI Empik Media & Fashion podpisało umowę inwestycyjną na mocy której miało objąć 60 proc. akcji Merlin.pl poprzez wniesienie do tej spółki pionu handlu internetowego spółki Empik sp. z o.o. pod nazwą E-Newco. Aby połączyć się, firmy potrzebowały zgody Urzędu Ochrony Konkurencji i Konsumentów. Takiej zgody nie uzyskano, wobec czego transakcja nie doszła do skutku.
W maju 2013 Grupa Czerwona Torebka zawarła umowę inwestycyjną dotyczącą przejęcia spółki Merlin.pl. Wartość całej transakcji została ustalona na blisko 51,3 mln zł. Zgodnie z zawartą umową do Czerwonej Torebki aportem wniesione zostało 99,6% akcji Spółki Merlin.pl. W zamian Grupa Kapitałowa wydała właścicielom sklepu internetowego nieco ponad 1,5 mln akcji serii E (stanowiących około 3% kapitału zakładowego). Akcjonariusze Czerwonej Torebki podjęli 25 kwietnia 2013 stosowną uchwałę dotyczącą podwyższenia kapitału.
We wrześniu 2013 spółka przeniosła siedzibę z Warszawy do Poznania.
28 grudnia 2015 w Sądzie Rejonowym w Poznaniu spółka Merlin.pl S.A. złożyła wniosek o upadłość z możliwością zawarcia układu.
Pod koniec listopada 2015 roku spółka Topmall zawarła ze spółką Merlin.pl S.A. umowę o długoterminowej współpracy handlowej, która zakłada m.in. wydzierżawienie znaku towarowego oraz domeny internetowej merlin.pl. Topmall jest polską firmą działającą na rynku e-commerce. Specjalizuje się w sprzedaży internetowej w modelu cross-border, rozwijając skierowany do mieszkańców Ukrainy sklep topmall.ua.
Na początku marca 2016 merlin.pl ruszył w nowej odsłonie.
W lipcu 2018 roku notowana na giełdzie Merlin Group poinformowała o chęci tokenizacji spółki. W tokenizacji miał pomóc KryptoJam, prowadzony przez Rafała Zaorskiego. 14 lutego 2019 roku, podmiot poinformował o zerwaniu umowy współpracy, tłumacząc to słabą koniunkturą na kryptowaluty. Akcje spółki w dniu ogłoszenia zerwania współpracy z KryptoJam i wycofania się z próby tokenizacji firmy, traciły 18 procent wartości. W czerwcu 2023 serwis został wyłączony z powodu przedłużających się zaległości finansowych spółki.